# Short Skip

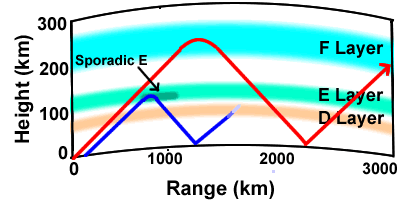
Ein Short Skip (blau) aufgrund eines Sporadic-E-Ereignisses.

Als Short Skip (kurzer Sprung) wird die Verkürzung des normalen ionosphärischen Ausbreitungsweges einer Funkwelle bezeichnet. Ein Short Skip kann bei einer starken Ionisationszunahme in der Ionosphäre auftreten. Dies erfolgt beispielsweise beim Auftreten einer sporadischen E-Schicht (engl.: Sporadic-E), bei dem es kurzzeitig zu einer lokalen starken Ionisation in der E-Schicht der Ionosphäre kommt.
Dies kann sowohl zu einer Verkürzung als auch zu einer Vergrößerung der Reichweite von Funksignalen führen. Für Kurzwellen bedeutet es, dass Signale, die normalerweise die E-Schicht passieren und an der höher gelegenen F-Schicht reflektiert werden, nun bereits an der E-Schicht abprallen. Dies führt zu einer Verkürzung der Sprungdistanz und somit der Signalreichweite und wird als Short Skip bezeichnet.
Ultrakurzwellen, die üblicherweise nicht von der Ionosphäre reflektiert werden, können nun ebenfalls an ihr reflektiert werden, was zu Überreichweiten in diesem Frequenzbereich führt.